# Johann Löchner
Johann Georg Löchner (* 26. November 1861 in Öhringen; † 13. Februar 1923 in Stuttgart) war ein Abgeordneter des Württembergischen Landtags.
Johann Löchner machte seine Ausbildung zum Volksschullehrer im Privatseminar Tempelhof. Seit 1880 war er in Stuttgart als Lehrer tätig, zuerst als Provisor an der Volksschule und dann als Mittelschullehrer, seit 1906 an der Mädchenmittelschule. 1904 wurde er in der Loge "zu den 3 Cedern" in Stuttgart zum Freimaurer aufgenommen. Von 1899 bis 1907 war er Mitglied des Bürgerausschusses, von 1912 bis 1913 und von 1919 bis 1922 Mitglied des Gemeinderats der Stadt Stuttgart.
Von 1906 an bis 1918 gehörte er der Zweiten Württembergischen Abgeordnetenkammer an. 1919 war er Mitglied der Verfassungsgebenden Landesversammlung und von 1920 bis zu seinem Tod im Jahr 1923 Abgeordneter im ersten regulären Württembergischen Landtag. Bei einer Rede vor dem Plenum ereilte ihn ein Herzinfarkt, dem er unmittelbar darauf erlag. In den Nachrufen wurde der Linksliberale – er war Abgeordneter der Deutschen Demokratischen Partei – gewürdigt als ein herausragender Verfechter der Interessen der Lehrerschaft. Viele Jahre hatte er sich als erster Vorsitzender des Lehrervereins für deren Anliegen starkgemacht. Den Württembergischen Beamtenbund führte er von der Gründung im Jahr 1920 bis zu seinem Ableben ebenfalls als 1. Vorsitzender.
Johann Löchner  hatte es zu seiner Lebensaufgabe gemacht, den freiheitlichen Rechtsstaat zu etablieren. So hat er maßgeblich an der entsprechenden Weiterentwicklung des Beamtenrechts im Rahmen einer fortschrittlichen und freiheitlichen Reichsverfassung mitgewirkt. Sein Leben war gänzlich auf den Dienst für seinen Stand und für das Volk ausgerichtet. In Würdigung seiner Verdienste erwarb der Württ. Lehrerverein im Jahr 1925 ein Erholungsheim für Lehrer auf der Insel Reichenau und gab ihm seinen Namen. An das „Löchnerheim“ erinnert noch heute das an gleicher Stelle betriebene „Strandhotel Löchnerhaus“.